# آتاکوم
آتاکوم (به ترکی استانبولی: Atakum) یک منطقهٔ مسکونی در ترکیه است که در استان سامسون واقع شده‌است.